# Citromail
A Citromail 2004-ben indult magyarországi internetes levelező szolgáltatás, amely a Sanoma Budapest Zrt. tulajdonában van, viszont a V.I.P. Solutions Kft. üzemelteti. Regisztrált felhasználóinak száma 2010 februárjában 1 660 585 volt. Látogatottságáról nincs nyilvánosan hozzáférhető adat, a Sanoma saját közlése szerint 2010 februárjában naponta átlagosan 422 000 látogatója volt az oldalnak. Egy 2011. novemberi sajtóanyagban már 2 millió postafiókot említ a tulajdonos.
A szolgáltatásból való kilépés után a Startlap.hu weboldalra irányított át.
A szolgáltatás 2022 nyarán a Fjordmail International AS tulajdonába került, ahol a korábban ingyenes szolgáltatást előfizetéshez kötötté tették.

## Ingyenes szolgáltatások
A Citromail 2 gigabyte tárhelyet ad a levelek tárolására. POP3 letöltést és IMAP hozzáférést, valamint 1 GB méretű levelek elküldését teszi lehetővé. A levelező használatát vírus- és spamszűrés egészíti ki. 2011. november 24-étől elérhetővé vált a Citromail okostelefon alkalmazás az Apple App Store és a Google Play Áruház alkalmazásáruházakban is.

## Fizetős üzem
A Citromail ingyenes szolgáltatása 2023 áprilisában megszűnt. Helyette havi 2399 Ft-os díjjal lehet igénybe venni a levelezési platformot.